# Замок королевы Боны
Замок королевы Боны — традиционное название дворца, который существовал во 2-й половине XVI — 1-й половине XX в. в Рогачеве. Истинная дата постройки неизвестна. В ХІХ в. использовался как провиантский склад. Замок утрачен во время Великой Отечественной войны.

## Архитектура

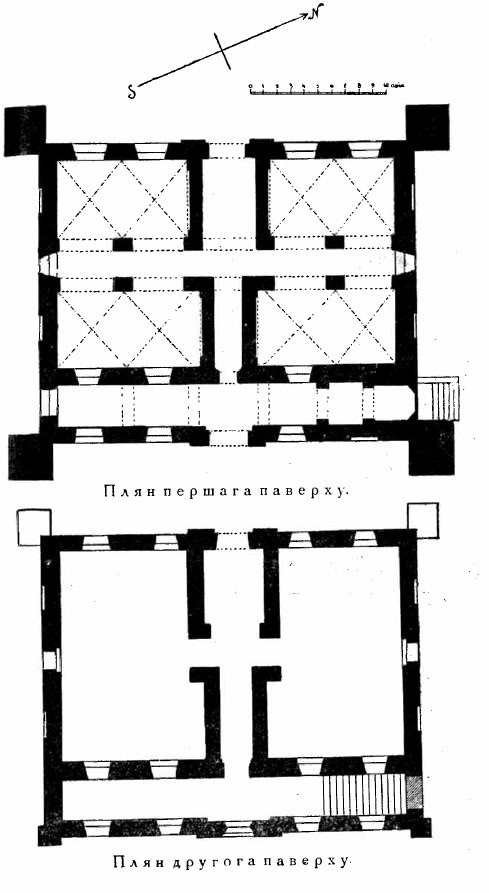
План замка, М. Щекотихин, 1926

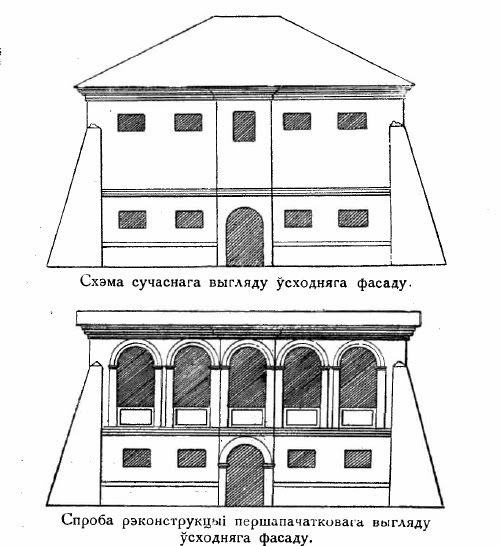
Реконструкция фасада замка, М. Щекотихин, 1926

Каменное двухэтажное прямоугольное в плане здание размерами 21х14 м было накрыто вальмовой крышей. Углы укреплены мощными контрфорсами, которые по высоте доходили до середины второго этажа. В отделке фасадов были использованы элементы ренессансной ордерной пластики.
Нижний этаж, который предназначался для служебных комнат, составляли четыре одинаковые по размерам прямоугольные в плане помещения, отделенные друг от друга взаимно перпендикулярными коридорами. Залы соединялись с боковыми коридорами широкими арочными проемами. Каждое помещение было перекрыто парой крестовых сводов, а коридоры — цилиндрические. На верхнем этаже было две больших комнаты.

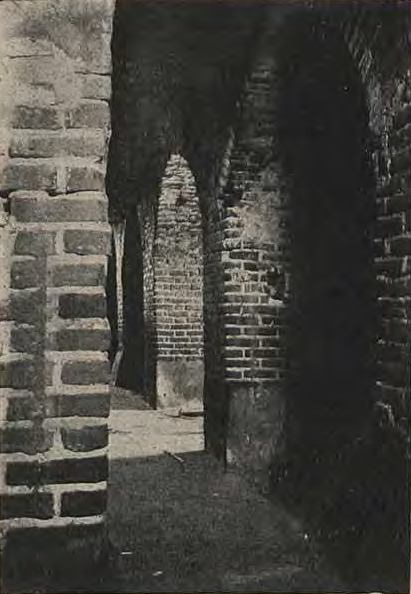
Интерьер замка в 1926 году

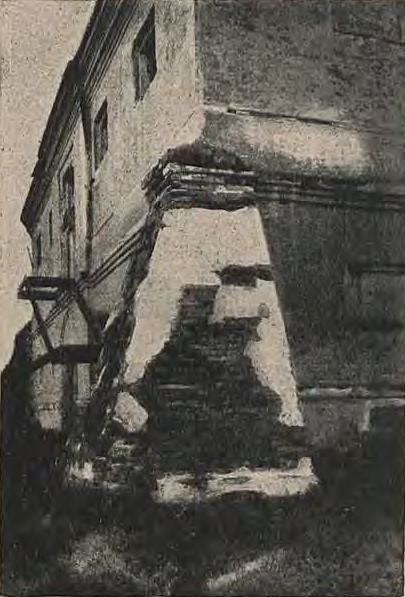
Контрфорс замка в 1926 году

Наиболее интересные элементы этого здания — двухъярусная галерея-вестибюль, которая проходила с юга на север вдоль главного фасада, обращенного к Днепру. В средней части галерея была открытой и напоминала лоджии итальянских ренессансных дворцов. Ее украшала ажурная циркульная аркада на тонких столбах, а в интерьере — пилястры. В галерее находилась открытая снаружи лестница, которая связывала оба этажа.